# Policía y ladrón
Policía y ladrones es un juego infantil donde se representa lo que generalmente se da entre las autoridades y los ladrones es un juego hecho para jugarse de manera conjunta con más de 3 personas, el juego gira en torno a dos personajes principales los cuales son: El policía y El ladrón, pese a esto en algunas regiones y/o países se tiende a usar más de un personaje para darle una mayor profundidad al juego, esto logrando alargar la temporalidad y duración del mismo pues esto aporta un mayor nivel de dificultad al juego, algunos de los personajes que se agregan en otras regiones son: El cómplice, El ciudadano, El Martini y La reina.

## Finalidad del juego
La finalidad del juego recae en los dos personajes principales: El policía gana si consigue capturar al ladrón, éste tiene que evitar ser capturado por la policía y arriesgarse a salvar a sus aliados (ladrones) también la finalidad del juego es que puedes jugar con más de 5 personas ya que se hace más divertido y es mejor jugarlo con tus amigos.

## Personajes
- El policía: Representado por el rey de espadas es el encargado de observar la mímica de los demás jugadores al acecho de capturar al ladrón, no conviene que el resto de jugadores tenga conocimiento de quién representa al policía en cada partida.

- El ladrón: Junto con el policía son los pilares del juego, se representa mediante el as de bastos/oros, el ladrón tratará de matar a los ciudadanos sin que el policía advierta de ello, el ladrón puede hacer cómplice a un ciudadano sacándoles la lengua, también puede matar ciudadanos guiñándoles un ojo.

- El cómplice: Es el ayudante del ladrón, para que un ciudadano se convierta en cómplice, el ladrón debe haberle sacado la lengua antes, el cómplice puede matar de la misma manera que lo hace el ladrón, pero no puede hacer cómplices. En caso de que el policía concluya acusando al cómplice de ladrón, el ladrón gana la partida.

- La reina: Se representa con la sota de oros/copas: se encarga de resucitar a los ciudadanos muertos, para ello tira un beso. La reina también puede morir a manos del ladrón o del cómplice.

- El Martini:  Resucita a la reina,  para ello se pone el dedo entre los labios. Suele ser un caballo.

- Los ciudadanos: Representados por cualquier carta de cualquier palo, su objetivo no es más que el de hacer bulto para ponerle difícil el acierto al policía